# Zum heiligen Josef (Dorthausen)

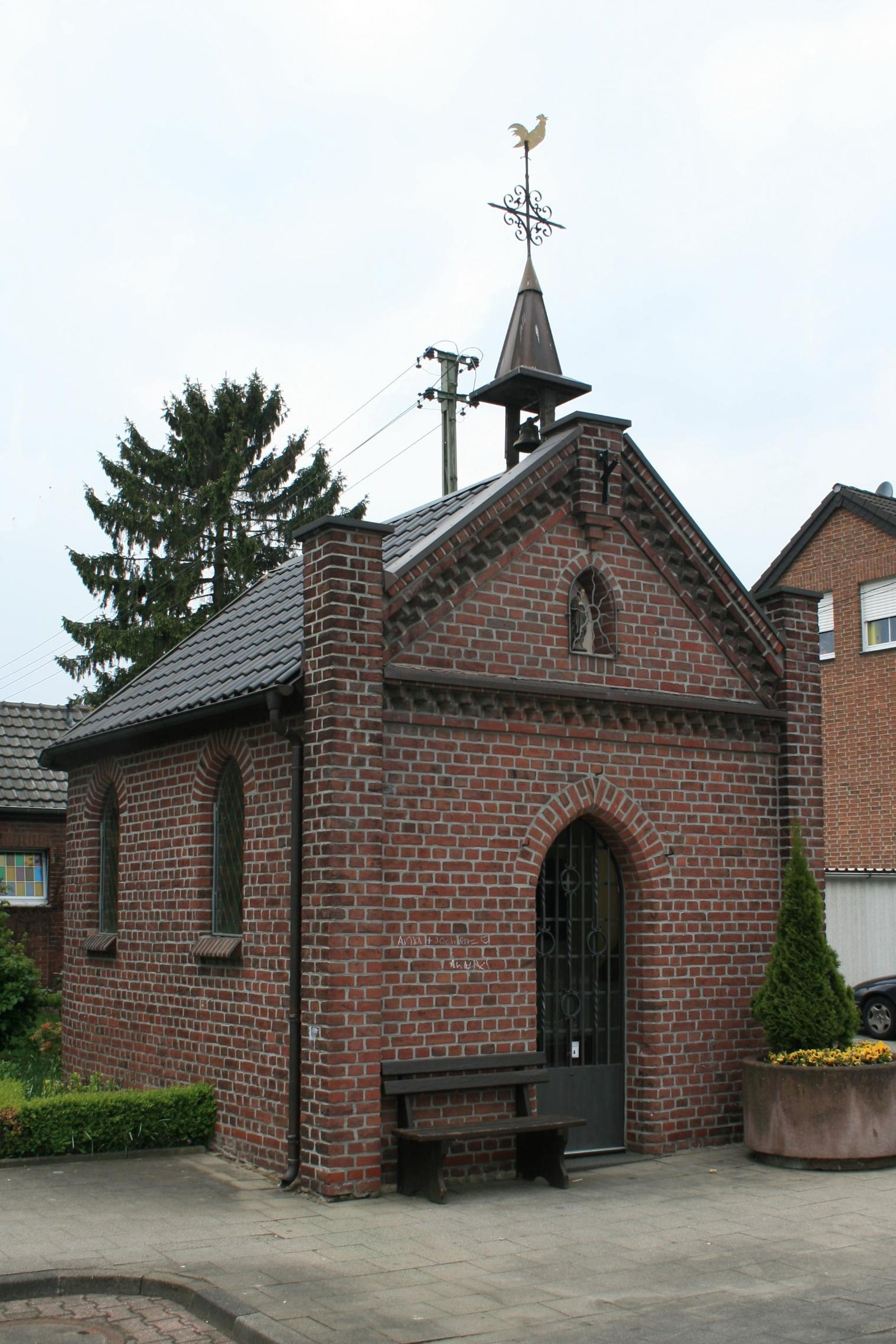
Kapelle (2010)

Die Kapelle Zum heiligen Josef (auch St. Josef Kapelle) steht im Ortsteil Dorthausen des Stadtteils Rheindahlen von Mönchengladbach (Nordrhein-Westfalen), Dorthausen 35. Die Kapelle gehört seit 2024 zum Pastoralen Raum Nordwest, früher Pfarrbezirk St. Helena Rheindahlen.

## Architektur
Die 1895–1896 erbaute neugotische Kapelle ist über einem rechteckigen Grundriss mit Apsis ganz aus Backstein errichtet und mit einem ziegelgedeckten Satteldach versehen. Auf dem Dachfirst sitzt ein zierlicher Glockenreiter mit bekrönendem schmiedeeisernen Kreuz und Wetterhahn. Die von Eckpfeilern gerahmte Hauptfassade zeigt ein schlichtes Spitzbogenportal und darüber ein Giebeldreieck, dessen Basis- und Ortganggesimse zur Zierde als rahmende Sägezahnfriese ausgebildet sind. In der kleinen Giebelnische steht eine Heiligenfigur. An den Längsseiten öffnen sich jeweils zwei Spitzbogenfenster.
Die Kapelle ist unter Nr. D 007 seit 2. Juni 1987 in die Denkmalliste der Stadt Mönchengladbach eingetragen; sie ist das einzige Baudenkmal in Dorthausen.